# Szczuczki
Szczuczki – wieś w Polsce położona w województwie lubelskim, w powiecie lubelskim, w gminie Wojciechów.
Wieś szlachecka położona była w drugiej połowie XVI wieku w powiecie lubelskim województwa lubelskiego. W latach 1975–1998 miejscowość administracyjnie należała do ówczesnego województwa lubelskiego.
Wieś stanowi sołectwo gminy Wojciechów. Według Narodowego Spisu Powszechnego z roku 2011 wieś liczyła 171 mieszkańców.
Wierni Kościoła rzymskokatolickiego należą do parafii Matki Bożej Królowej Polski i św. Judy Tadeusza w Łubkach.

## Historia
Wieś z rodowodem sięgającym zapewne XIV wieku. Notowana w dokumentach źródłowych w roku 1409 jako „Sczuczky”, ale już w 1416 roku jako „Sczuczki”. Wieś stanowiła własność szlachecką. W roku 1409 odnotowano w księgach ziemskich lubelskich Jaśka Rawę ze Szczuczek. W tym samym roku 1409 odnotowano w działach Jakusza Babicę. W roku 1416 tenże Jaśko wraz z synem Wierzbiętą zastawiają Stanisławowi zwanemu „Clica” swą połowę młyna w Szczuczkach bez stawu oraz siedlisko z zapłociem za 9 grzywien. W latach 1409–1419 w działach występuje Katarzyna żona Rawy, Rawina. W okresie XV wieku wieś jest przedmiotem działów rodzinnych, sukcesji, zastawów w efekcie kolejnych podziałów własności. Z początkiem wieku XVI we wsi mieszka wyłącznie szlachta bez kmieci. W księdze poborowej za lata 1531–1533 odnotowano pobór z części: Jerzego i Bernarda Syrków 1/2 łana i młyna o 1 kole, Jana Stogniewa Głuchowicza 1/4 łana, Andrzeja Stogniewa 1/4 łana, Stanisława i Andrzeja Syrków 1/2 łana, Jana Prasy i jego synowca Stanisława Markowicza 1/2 łana; Mikołaja Snioska z żoną, oraz siostrami Anną i Barbarą 3/4 łana; Jana Stogniewa Żakowicza 1/4 łana, oraz Andrzeja Markusza 1/2 łana (Rejestr Poborowy).
Według Słownika geograficznego Królestwa Polskiego – Szczuczki stanowiły wieś z folwarkiem w powiecie nowoaleksandryjskim, gminie Karczmiska, parafii Wojciechów. Wieś odległa 36 wiorst od Puław. W 1885 roku folwark Szczuczki rozległy mórg 1145 w tym: grunty orne i ogrody mórg 629, łąk mórg 30, pastwisk mórg 9, lasu mórg 455, nieużytki mórg 22; budynki murowane w folwarku 5, i z drzewa 12. Płodozmian w uprawach 9. polowy las był urządzony, na rzece młyn wodny. Wieś Szczuczki posiadała wówczas osad 17 z gruntem mórg 246.
W wyniku niemieckiej agresji na Polskę w 1939 wieś znalazła się pod okupacją III Rzeszy.
1 października 1939 oddziały Wehrmachtu dokonały zbrodni na mieszkańcach wsi. Mężczyzn ze wsi zgromadzono w drewnianym budynku szkoły a następnie ostrzelano z ciężkiej broni i działek. Następnego dnia budynek szkoły hitlerowcy spalili. Zginęło 60 mieszkańców wsi Szczuczki. Według historyka Zygmunta Mańkowskiego zamordowane zostały 84 osoby, wśród których 47 było mieszkańcami Szczuczki. Miał to być odwet za rzekome chowanie broni pozostałej na polu bitwy. 